# هم‌استنادی
اسمال شکلی جدید از مدارک را معرفی کرد که "زوج‌های هم‌استنادی" نام نهاده بود.
اسمال که هم‌استنادی‌ها را عبارت از "استناد هم زمان به دو فقره قبلی توسط متن بعدی" تعریف کرده بود عقیده داشت که در هم استنادی، میان مدارک استناد شده پیوند وجود دارد. بر این اساس، هر اندازه، مقاله‌های جدید بیشتری به دو مدرک پیشین استناد دهند، میان آن دو مدرک نزدیکی بیشتری وجود دارد.
اسمال که انگیزه‌های ارزیابانهٔ زیادی را در آثار خود داشت، سپس به ترسیم شبکه‌هایی از مقاله‌های استناد شده پرداخت و استفاده از این شبکه‌ها را برای تعیین خصوصیات خاص علمی و ماهیت جبهه‌های پژوهشی، یا حوزه‌های پژوهشی پیشگام ضروری دانست.

## تفاوت با زوج‌های کتاب‌شناختی
مهم‌ترین فرق میان هم‌استنادی‌ها و زوج‌های کتاب‌شناختی، در وهلهٔ نخست از تفاوتی نشات می‌گیرد که میان استناد و ارجاع وجود دارد؛ چراکه در استناد، جایگاه ارتباط علمی و اجتماعی اثر، برجسته تر است و حال آنکه ارجاع بیشتر در مقام نمادی برای اعتبار بخشی به اثر محسوب می‌شود؛ بنابراین تفاوت موجود، بیشتر به رویکرد و طرز نگاه به آن دو باز می‌گردد.

نارین تفاوت میان هم‌استنادی‌ها و زوج‌های کتاب شناختی را در پویایی هم‌استنادی‌ها و ایستایی کتاب شناختی می‌داند. وی بیان کرده‌است که در هم استنادی، حالتی پویا و در حال تغییر وجود دارد؛ چرا که همواره ممکن است آثار پیشین در آثار بعدی دانشمندان به‌طور همزمان مورد استناد قرار گیرند و به اصطلاح، تعداد هم‌استنادی‌ها را افزایش دهند؛ اما در مبحث زوجهای کتاب شناختی، نگاه او به دو منبعی است که به‌طور همزمان در یک اثر علمی مورد استناد قرار گرفته‌اند و در آن مدرک، تعدادشان افزایش نخواهد یافت؛ بنابرانی زوجهای کتاب شناختی حالتی پویا و متحرک ندارند، اما هم‌استنادی‌ها حالتی پویا دارند و همواره ممکن است که تعدادشان افزایش یابد.